# Forum Polskie
Forum Polskie – polska prawicowa partia polityczna o charakterze narodowo-katolickim, powołana jesienią 2005 przez byłych polityków Ligi Polskich Rodzin.
Utworzenie nowej formacji zapowiedział 20 października 2005 były wiceprezes Ligi Polskich Rodzin Bogdan Pęk. Decyzję motywował stwierdzeniem, iż LPR pod wodzą Romana Giertycha nie jest demokratyczną partią, ale sektą. 7 listopada tego samego roku ugrupowanie zostało zarejestrowane. 4 marca 2006 odbyło się walne zebranie założycieli partii, na którym wybrano jej władze. Ugrupowanie posiadało dwóch przedstawicieli w Sejmie (Zygmunt Wrzodak i Marian Daszyk), jednego w Senacie (Adam Biela) oraz trzech w Parlamencie Europejskim (Bogdan Pęk, Dariusz Grabowski i Bogusław Rogalski). Według prezesa partii Bogdana Pęka, ugrupowanie miało skupiać przedstawicieli ruchu narodowego, ludowego i chadeckiego oraz współpracować z secesjonistami z PSL, zakładającymi PSL „Piast”. Już 25 sierpnia 2006 partia została wykreślona z ewidencji. W 2007 posłowie reprezentujący ją w Sejmie utworzyli nowe ugrupowanie pod nazwą Narodowy Kongres Polski, a w 2008 byli europosłowie FP współtworzyli partię Naprzód Polsko (obie te formacje istniały do 2010).

## Władze partii
Prezes:
- Bogdan Pęk

Wiceprezesi:
- Dariusz Grabowski
- Bogusław Rogalski

Sekretarz Generalny:
- Zygmunt Wrzodak

Przewodniczący Rady Politycznej:
- Adam Biela